# الصديق بلعربي
الصديق بلعربي (توفي سنة 1995)، هو كاتب صحفي مغربي. ويعد بلعربي من الرعيل الأول للحركة الوطنية المغربية.
ولد بمدينة سلا في مطلع العشرينيات من القرن 20 وعمل في حقل الصحافة «بجريدة العلم» لسان حزب الاستقلال منذ تأسيسها في الرباط سبتمبر 1948م، كما عمل مراسلا لمجلات عربية وشارك بمقالاته في مجلات مغربية، وعمل منذ استقلال المغرب، مشرفا على الخزانة البلدية، وخزانة وزارة الشؤون الثقافية بمراكش.كما اشتغل محافظا لخزانة ابن يوسف بمراكش ,تولى الكاتب الإشراف على اختيار المخطوطات الفائزة بجائزة الحسن الثاني للمخطوطات.

## وفاته
وافته المنية في شهر جمادى الأولى 1415هـ / 1995م بعد معاناة مع مرض عضال استمرت 15 سنة.

## من مؤلفاته
فهرس مخطوطات خزانة ابن يوسف بمراكش
وله مؤلفات عديدة أشهرها كتابه عن تاريخ المغرب وجغرافيته.

## الجوائز
حصل على جوائز تقديرية كان اخرها في نوفمبر 1994م وهي جائزة المغرب للاستحقاق الوطني،